# Vulcano Kagamil
Il vulcano Kagamil è uno stratovulcano che sorge nella parte meridionale dell'Isola Kagamil, nelle Aleutine.
Il vulcano è composto da due coni principali uno a 893 metri di quota e l'altro a 610. Entrambi i coni sono caratterizzati da crateri sommitali e i loro fianchi non particolarmente erosi indicano la presenza di attività vulcanica in era post-glaciale. Nel 1929 il vulcano viene descritto come attivo, a tutt'oggi sulle sue pendici, in prossimità della costa sono presenti fonti termali e fumarole.